# Sunflora
Sunflora (japanski: キマワリ Kimawari) jedan je od 1025 fiktivnih vrsta Pokémona iz medijske franšize Pokémon, skupa Pokémon videoigara, animiranih serija, manga stripova, knjiga, igraćih karata i drugih medija kojima je tvorac Satoshi Tajiri. Svrha je Sunflore u videoigrama, animiranoj seriji i manga stripovima, kao i svrha ostalih Pokémona, borba s divljim Pokémonima – neukroćenim stvorenjima koje igrači i likovi pronalaze dok kreću na razne avanture – i pripitomljenim Pokémonima drugih Pokémon trenera.
Sunflorino ime kombinacija je engleskih riječi za suncokret, "sunflower", na kojeg nalikuje, i riječi "flora", te se odnosi na činjenicu da je biljka, a ne životinja (fauna).
Njegovo japansko ime, Kimawari, odnosi se na japansku riječ za suncokret, himawari.

## Biološke karakteristike
Sunflora je dnevni Pokémon; za razliku od svog prijašnjeg oblika, Sunkerna, koji je potpuno aktivan u sumrak, no i on je veoma aktivan i razigran tijekom dana. Kao i Bellossom, Sunflora evoluira uz pomoć Sunčanog kamena. Bellossom i Sunflora zasada su jedini poznati Pokémoni koji se razvijaju na taj način, te je očit utjecaj Sunčanog kamena na njihovo ponašanje. Na primjer, Sunkern i Gloom većinom su aktivni u sumrak i noću, no nakon njihove evolucije u Sunfloru i Bellossoma, postaju strogo dnevni Pokémoni, te se prestaju kretati nakon što padne mrak.
Sunflora daje prednost toplijoj klimi; njihovo lišće dobiva razne nijanse zelene boje s porastom temperature. Sunflora otvara svoje latice da bi upila sunčevu energiju, jer joj je potrebna ishrana od Sunca kako bi mogla normalno funkcionirati, te u slučaju nedostatka ishrane njene se žive boje gube. Ipak, moguće je da Sunflora upije previše Sunčeve energije. Kada do toga dođe, njene glava i latice povećaju se i postanu teške, te oteknu, što je opasno za Sunfloru jer se lako razboli. Preko noći, Sunflora uvije svoje latice da bi prekrila lice. Prije početka zime, Sunflora migrira u toplije i sunčanije krajeve, da ne bi izgubila svoj glavni izvor energije; Sunce.
Sunflora voli živjeti u polju suncokreta. Trudi se sakriti među ostalim cvijećem, no lako ju se može zamijetiti zbog njene male visine i razigranog ponašanja tijekom dana, te se takvim ponašanjem rješava stresa. Ovo je ponašanje slično onom kod Vigorotha. Vigoroth tijekom dana ne može mirovati ni sekundu, jer mirovanje kod tog Pokémona izaziva veliki stres. 

## U videoigrama
Sunflora se ne može pronaći u divljini ni u jednoj Pokémon videoigri, osim Pokémon Colosseuma, gdje ga se može oteti u Realgam Tornju. U svim ostalim videoigrama mora ga se razviti iz Sunkerna koristeći Sunčani kamen. Jedini Pokémon koji se razvija putem Sunčanog kamena jest Gloom u Bellossoma.
Sunflora je jedna od rijetkih Travnatih Pokémona koji prirodno nauče napad Plesa latica (Petal Dance), uz nju tu su još Roselia i čitav Oddishev evolucijski lanac. Bulbasaurov evolucijski lanac isto tako može naučiti Ples latica, ali samo kroz uzgajanje.
Sunflorin Special Attack status je u 10% najviših od svih Pokémona, dok je njen Speed status u 10% najnižih. Njen je Special Defense iznad prosjeka. Sunflora može naučiti samo Travnate napade, pa bi preporučljivi napadi koji se koriste u borbama bili Sunčani dan (Sunny Day), Sunčeva zraka (Solar Beam) i Vatrena skrivena moć (Hidden Power – Fire). Sunčani dan povećat će snagu napada Skrivene moći jer je Vatreni tip, istodobno dopuštajući Sunflori da koristi Sunčevu zraku u svakom krugu. Kao dodatan bonus, Sunflorina sposobnost Klorofila (Chlorophyll) udvostručit će njenu sposobnost kada je u igri Sunčani dan.

## U animiranoj seriji
Sunflora se prvi put pojavila u epizodi 137, gdje Meowth i Tim Raketa pokušavaju upasti na natjecanje prerušeni u Sunfloru. 